# В'язівська волость (Черкаський повіт)
В'язівська волость — історична адміністративно-територіальна одиниця Черкаського повіту Київської губернії з центром у містечку В'язівок.
Станом на 1886 рік — складалася з 3 поселень, 3 сільських громад. Населення — 6134 особи (3070 чоловічої статі та 3064 — жіночої), 1451 дворове господарство.
|                     | Площа, десятин | У тому числі орної, дес. |
| ------------------- | -------------- | ------------------------ |
| Сільських громад    | 3105           | 2277                     |
| Приватної власності | 4788           | 3573                     |
| Іншої власності     | 71             | 60                       |
| Загалом             | 7964           | 5910                     |

Основне поселення волості:
- В'язівок — колишнє власницьке містечко при річці Вільшанка за 60 верст від повітового міста, 5229 осіб, 1076 дворів, православна церква, єврейський молитовний будинок, школа, постоялий двір, 10 постоялих будинки, 12 лавок.

Старшинами волості були:
- 1909—1912 року — Юхим Васильович Асауленко[2],[3],[4];
- 1913—1915 роках — Степан Карпович Сосна[5],[6].